# 陈嫣冉
陈嫣冉（英文名：Yanran Chen或Chloe Chen；2005年—），出生于北京，是一位中国新锐艺术家，插画师。她曾在美国罗德岛设计学院学习艺术设计和动漫设计等课程。之后，她在日本学习绘画。
陈嫣冉的代表作品包括《龙》、《梦魇机器人》以及《幻想塑料袋》等。她还是荒诞科幻喜剧《马美好》的视觉顾问。

## 展览[8]
- 2023年，「NOWHERE」个展，日本东京
- 2023年，Somsoc Art Show 23 A/W，日本东京
- 2023年，布达佩斯艺术展，匈牙利布达佩斯
- 2023年，艺术厦门国际博览会，中国厦门
- 2023年，上海廿一当代艺术博览会，中国上海
- 2023年，上海「重燃 REKINDLE」当代潮流艺术体验场，中国上海
- 2024年，ComplexCon香港，中国香港
- 2024年，代官山茑屋书店个展，日本东京